# Frost*
Frost* ist eine britische Neo-Prog-Band. Sie wird als Supergroup bezeichnet.

## Geschichte
Frost* wurde von dem Songwriter, Produzenten und Musiker Jem Godfrey (u. a. Songwriting für Atomic Kitten) 2004 gegründet. Als Mitglieder fanden sich John Mitchell (Arena, Kino, It Bites), John Jowitt (Arena, IQ, Ark) und Andy Edwards (IQ, Ian Parker Band).
Die Band veröffentlichte 2006 das Album Milliontown, tourte danach mit Pallas durch die Niederlande und Deutschland und spielte ein Konzert als Vorgruppe der Flower Kings in London am 10. Oktober 2006. Vor diesem vorerst letzten Konzert gab Jem Godfrey bekannt, dass sich die Band auflösen werde.
Im Jahr 2008 reformierte Jem Godfrey Frost* und nahm Declan Burke, Sänger und Gitarrist der Band Darwin’s Radio, in das Lineup auf. Am 17. November 2008 erschien das zweite Album Experiments in Mass Appeal.
Im Jahr 2009 spielten Frost* auf dem RoSfest 2009 Festival mit dem Schlagzeuger Nick D’Virgilio von Spock’s Beard. Im Mai 2009 gab John Jowitt bekannt, die Band zu verlassen. Er wurde vom Level-42-Gitarristen Nathan King ersetzt.
Zurzeit spielen Frost* ihre Live-Konzerte mit dem Schlagzeuger Craig Blundell.

## Diskografie
- 2006: Milliontown InsideOut Music[2]
- 2008: Experiments in Mass Appeal InsideOut Music[3]
- 2009: FrostFest Live CD Limited Edition, per Frost* Homepage
- 2010: The Philadelphia Experiment CD/DVD Frost Music[4]
- 2016: Falling Satellites InsideOut Music
- 2021: Day and Age InsideOut Music
- 2024: Life in the Wires InsideOut Music